# Appersdorf (Freising)

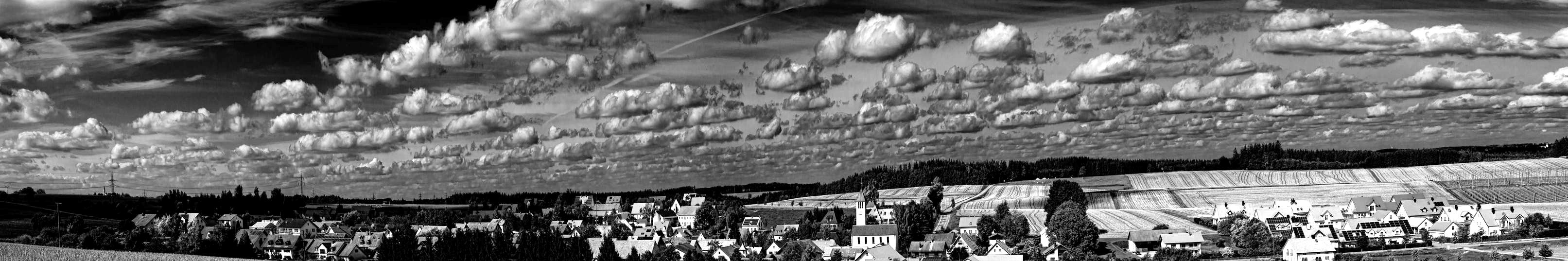
Oberappersdorf 2010

Appersdorf ist eine ehemalige Gemeinde im oberbayerischen Landkreis Freising.
Die Gemeinde lag etwa zwölf Kilometer nordöstlich von Freising. Sie bestand aus den Ortsteilen Gerlhausen, Oberappersdorf, Oberholzhäuseln, Unterappersdorf und Unterholzhäuseln.

## Geschichte
Ein Ort Appersdorf (das heutige Oberappersdorf) wurde erstmals 860 urkundlich erwähnt. Der Name des Ortes leitet sich von „Dorf des Abtes“ ab und bezieht sich vermutlich auf alten Besitz des Klosters Tegernsee im Ort. 1465 wird auch  Nyder Appelstarff (heute der Weiler Unterappersdorf) erwähnt. Im Zuge der Verwaltungsreformen in Bayern entstand durch das Gemeindeedikt von 1818 die selbstständige politische Gemeinde Appersdorf. Zu dieser Zeit lautete der Name des heutigen Ortes Oberappersdorf ebenfalls Appersdorf. Spätestens 1904 war daraus Oberappersdorf geworden.
Durch die Gemeindegebietsreform wurde die Gemeinde am 1. Januar 1972 aufgelöst und alle Ortsteile in die Gemeinde Zolling eingegliedert. Oberholzhäuseln und Unterholzhäuseln kamen am 1. Mai 1978 zur Nachbargemeinde Nandlstadt.